# Kim Tche-u
Kim Tche-u (korejsky 김 태우, anglickým přepisem Kim Tae-woo, * 7. března 1962) je bývalý korejský zápasník, volnostylař. Je bronzový olympijský medailista a dvjnásobný šampion Asijských her.
V roce 1984 na olympijských hrách v Los Angeles vybojoval v kategorii do 82 kg páté místo. V roce 1988 na olympijských hrách v Soulu dosáhl svého největšího sportovního úspěchu, když vybojoval v kategorii do 90 kg bronzovou medaili. V roce 1992 na hrách v Barceloně vybojoval v kategorii do 100 kg čtvrté místo. Ve stejné kategorii startoval i o čtyři roky později na hrách v Atlantě, kde po dvou porážkách obsadil 17. místo.
V roce 1987 vybojoval dvanácté, v roce 1991 a 1993 čtvrté místo na mistrovství světa. V roce 1995 zvítězil, v roce 1996 obsadil čtvrté a v roce 1993 páté místo na Mistrovství Asie. V roce 1990 a 1994 zvítězil na Asijských hrách.